# Zuma (альбом)
Zuma — седьмой студийный альбом канадско-американского музыканта Нила Янга, выпущенный в ноябре 1975 года на лейбле Reprise Records. Это был первый за шесть лет совместный альбом Нила Янга и рок-группы Crazy Horse и первый альбом с ритм-гитаристом Фрэнком Сампедро после смерти Дэнни Уиттена в 1972 году. Продолжая тенденции кантри-рока и хард-рока, заложенных в альбоме Everybody Knows This Is Nowhere, Zuma включает песню «Cortez the Killer», одну из самых известных песен Янга, записанную вместе с Crazy Horse.

## Предыстория
Zuma стал первым альбомом, выпущенным после трилогии альбомов «из кювета» (так называемой «Ditch Trilogy»), состоящей из альбомов Time Fades Away, On the Beach и Tonight’s the Night. Смерть бывшего гитариста и участника рок-группы Crazy Horse Дэнни Уиттена от передозировки алкоголем и диазепамом в 1972 году сильно повлияла на Нила Янга и послужила причиной перерыва в работе рок-группы Crazy Horse.
В конце 1973 года Янг отправился в турне с ритм-секцией Crazy Horse в составе басиста Билли Тэлбота и барабанщика Ральфа Молины, а также мультиинструменталистом Нильсом Лофгреном, который играл в альбоме Янга After the Gold Rush (1970), а затем присоединился к возглавляемой Уиттеном итерации Crazy Horse в 1970-1971 годах; а также Бен Китом из The Stray Gators Эта группа, которая на первых выступлениях была заявлена как Crazy Horse, стала известна под новым названием Santa Monica Flyers. Они записали большую часть композиций в альбоме Tonight's the Night (1975).
После стадионного тура 1974 года с Кросби, Стиллзом и Нэшем и ещё одной неудачной попытки записать второй студийный альбом для CSNY, Янг реформировал Crazy Horse в 1975 году, включив в её состав ритм-гитариста Фрэнка Сампедро, а также Тэлбота и Молину. За исключением короткого периода в конце 1980-х годов, этот состав оставался неизменным вплоть до 2014 года, когда Сампедро прекратил музыкальную деятельность. В 2018 году его заменил Лофгрен.

## Написание
Песни в альбоме Zuma представляют собой смесь личного и абстрактного, вдохновлены недавним разрывом Нила Янга с актрисой Кэрри Снодгресс, а также расставанием с различными современными мечтами. В интервью, данном в июне 1975 года, он сказал: «Это песня об инках и ацтеках. Она приобретает другую индивидуальность. Это походит на пребывание в другой цивилизации. Это потерянная форма, своего рода форма души, которая переходит от одной исторической сцены к другой, пытаясь найти себя в этом лабиринте». Янг отметил на своём сайте, что мелодия и текст песни «Don't Cry No Tears» частично заимствованы из песни «I Wonder», которую он написал в старших классах. Ранние записи оригинальной песни позднее были включены в альбом 2009 года Archives.
В «Danger Bird» Янг интерполирует фрагменты предыдущей песни «L.A. Girls and Ocean Boys» о разрыве со Снодгресс, в частности, следующие строки: «Поскольку ты была с другим мужчиной / То вот ты, а вот он я». В биографии Shakey Янг описал её как «дикую песню. Она такая медленная и замечательная. Разве она не медленная? Бриггс всегда хотел делать ремикс на неё. Мне нравится этот микс. Сочетание двух песен... Я напишу ещё одну и скажу: «О, в самый раз». Бах! И я сразу её вставляю». Янг выпустил демо-версию песни «L.A. Girls and Ocean Boys» с пианино в качестве аккомпанирующего инструмента в сборнике 2020 года Neil Young Archives Volume II: 1972-1976. Песня «Pardon My Heart» также была навеяна ухудшением отношений Янга со Снодгресс и датируется весной 1974 года. На своём сольном акустическом выступлении в The Bottom Line в том же году он представил её как «песню, которую я узнал недавно. Я тоже её написал. Это песня про любовь. Это одна из самых грустных песен о любви, которые я когда-либо слышал».
Янг написал «Barstool Blues» после возвращения из бара, но, как он поясняет дальше: «Я не помню, как именно написал её. Я не могу как-либо вспомнить данный процесс. Я начал наигрывать аккорды, и это было настолько высоко — я имею ввиду, что это было на три ступени выше, чем на этой чертовской пластинке». Слова песни «Cortez the Killer» были впервые написаны в старших классах средней школы , согласно истории, рассказанной Янгом зрителям в 1996 году: «Однажды ночью я засиделся допоздна, когда я учился в средней школе. Я съел около шести гамбургеров или что-то вроде того. Я чувствовал себя плохо, просто ужасно... а утром я проснулся и написал эту песню». В 1995 году он сказал Нику Кенту, что Эрнан Кортес представляет собой «исследователя с двумя сторонами, одна из которых благосклонна, а другая абсолютно безжалостна. То есть, только поглядите на Колумба! Теперь всем известно, что он не такой уж великий. Он даже не был здесь первым. Именно это заставляет меня сомневаться в остальных так называемых «иконах». Янг предположил, что Кортес «скорее всего, не чувствовал себя превосходно из-за убийства всех этих людей, как в тот момент, когда он просто танцевал по воде в своей лодке. Я хочу думать, что этот опыт поменял его жизнь. У него не было спокойных снов».
«Through My Sails» датируется периодом репетиций тура Doom на ранчо вместе с Crosby, Stills & Nash, которые исполнили бэк-вокал в этом треке. Как и его коллеги по группе CSNY, Янг был заядлым моряком, и в середине 1970-х годов он приобрёл собственный парусник.

## Запись
Сессии альбома стали для Янга временем плодотворной работы, а для него самого ознаменовали новый период в его жизни. Он был холост, недавно расставшись с Кэрри Снодгресс. Вместе с обновлённым составом рок-группы Crazy Horse он переехал в продюсера дом продюсера Дэвида Бриггса, расположенный недалеко от Пойнт-Дум и пляжа Зума в калифорнийском городе Малибу, откуда и пошло название альбома. В своих мемуарах Special Deluxe Янг вспоминает, что в гараже было «тесно, но зато удобно».
Группа опробовала множество новых песен, часть из которых впоследствии была переработана для альбома Rust Never Sleeps. Среди песен, исполненных во время сессий Zuma и не вошедших в альбом, были «Pocahontas», «Sedan Delivery», «Hitchhiker», «Ride My Llama», «Powderfinger», «Hawaii», «Kansas» и «Born to Run». В 1975 году Янг рассказал Кэмерону Кроу, что песни повествовали «о Перу, ацтеках и инках. О путешествиях во времени. У нас есть одна песня под названием "Марлон Брандо, Джон Эрлихман, Покахонтас и я"». Янг рассчитывал поскорее завершить работу над альбомом, а затем отправиться в турне. «Я не могу быть более счастливым. Вместе с холостяцкой жизнью... Я чувствую себя прекрасно. Впервые, сколько я себя помню, я выхожу из старых отношений, точно не желая заводить новые».. В своих мемуарах 2012 года Waging Heavy Peace Янг вспоминает, как они «продолжали играть со дня на день и веселиться каждую ночь», и отмечает треки, которые он решил придержать для альбома. «Сейчас я люблю слушать все эти песни вместе внутри компиляции, которую была названа мной Dume и которая вошла в The Archives Volume 2. Это были одни из лучших, самых живых дней в моей жизни. Я переживал по поводу бывших отношений с Кэрри, жил полноценной жизнью со своими лучшими друзьями, создавал хорошую музыку и начинал понимать одну вещь: открытое будущее в личной жизни и новое будущее с Crazy Horse после Дэнни». 
Пончо Сампедро с восторгом вспоминал о сессиях Zuma, в марте 2021 года рассказав музыкальному блогу Stereogum, что у группы «в голове отсутствовала какая-либо концепция. Оно не должно было быть таким-то или таким-то. Всё было открыто. Мы просто играли и записывали песни, и мы не знали, что люди делают с этими запиями. Мы продолжали делать всё новые и новые песни». «Cortez the Killer» стала одной из первых песен, записанных для альбома, однако из-за скачка напряжения один куплет был пропущен. Янг отреагировал на это так: «В любом случае я ненавижу эту строчку». В 1990 году в интервью Нику Кенту Янг сказал, что «на записи можно услышать, как мы останавливаемся и начинаем всё заново. Это грязная версия. Всё получилось совершенно случайно. Однако именно так я вижу лучшее искусство, как одну волшебную случайность за другой». Пончо Сампедро вспоминал, что группа «просто сыграла песню, и это был дубль... Правда, мы потеряли третий куплет. Что-то про «каменистую могилу». Нил больше никогда не пел эту строчку». Янг вновь обнаружил потерянную строчку спустя 50 лет и впервые исполнил её в апреле 2024 года.
В песне «Stupid Girl» используется двойная дорожка вокала: один вокал звучит в низком тембре, в то время как другой звучит высоко. Янг объясняет в интервью 1988 года: «Я записал её вместе с Crazy Horse в 4 часа утра. Мы все были на взводе, а потому записали трек, весь вокал и всё остальное за один дубль. Но когда я послушал её вместе с низким вокалом, я сказал: «Получилось слишком мрачно». Поэтому я добавил высокий тембр». Ближе к концу Янг и его группа вернулись к паре треков в акустической аранжировке, которые были записаны им в июне 1974 года во время репетиций тура CSNY в том же году. Электрогитара и бэк-вокал были добавлены в песню «Pardon My Heart», которая была добавлена в последовательность альбома между новыми записями полной группы, наряду с «Through My Sails». 
Сессии были примечательны присутствием многочисленных гостей, среди которых были Род Стюарт, Бритт Экланд и Боб Дилан. В интервью, даном в апреле 2021 года Aquarium Drunkard, Фрэнк Сампедро рассказал, что Янг позвал группу на улицу, сказав: «Зацените. На подъедной дорожке припракован фургон. Этот парень слушает нас. Зацените», и это был Дилан. Дилан жил за углом улицы... и как-то раз он пришёл к нам и сыграл вместе с нами... Мне так хочется, чтобы мы взяли «Tangled Up in Blue», потому что я получал несравненное удовольствие, когда мы исполняли эту песню. Но кто-то всё время пропускал одну из перемен. Нил отлично играл на лид-гитаре. У нас у всех были широкие улыбки на лицах. Мы просто не были настолько опытны, чтобы выучить песню за три минуты».
Дилан дал Янгу несколько советов. «Когда он прослушал «Hitchhiker», исповедь о прогрессирующем количестве наркотиков, которые я принимал на протяжении жизни, то он сказал мне: «Это честно». Эта фраза до сих пор не выходит из моего сознания. Каждый раз меня пробирает смех, когда я думаю про  это, потому что юмор Боба очень язвителен. Я думаю, он потому сказал так любезно, потому что песня была не слишком изобретательной в плане сюжета».

## Отзывы критиков
| Оценки критиков               | Оценки критиков |
| Источник                      | Оценка          |
| ----------------------------- | --------------- |
| AllMusic                      | [ 1 ]           |
| Christgau's Record Guide      | A−              |
| Encyclopedia of Popular Music | [ 18 ]          |
| The Great Rock Discography    | 8/10            |
| MusicHound Rock               | 4/5             |
| Pitchfork                     | 8.7/10          |
| The Rolling Stone Album Guide | [ 22 ]          |
| Spin Alternative Record Guide | 9/10            |
| Tom Hull                      | B+              |

Zuma достиг 25-го места в американском чарте Billboard 200, продержавшись в нём 21 неделю, и был сертифицирован RIAA как «золотой». Альбом получил в основном положительные отзывы критиков. Так, Роберт Кристгау поставил оценку A-, пояснив, что «на протяжении последних трёх лет Янг настолько убедительно разрушал музыкальные формы, Янг так убедительно нарушал музыкальные формы, что к возвращению, видимо, придётся привыкнуть. В действительности же его относительная аккуратность - относительно Y, а не C, S, N, (Crosby, Stills, Nash and Young) и т. д. - ставит размашистые блокбастеры, «Danger Bird» и «Cortez the Killer», под угрозу. Вместе с тем менее амбициозные композиции - скажем, «Pardon My Heart» - ничем не уступают песням альбома After the Gold Rush, однако они грубо сделаны. Отличный трюк».
Zuma вошёл в книгу Колина Ларкина «1000 лучших альбомов всех времён» (где занял 410-е место).

## Список композиций
| №  | Название             | Длительность |
| -- | -------------------- | ------------ |
| 1. | «Don't Cry No Tears» | 2:34         |
| 2. | «Danger Bird»        | 6:54         |
| 3. | «Pardon My Heart»    | 3:49         |
| 4. | «Lookin' for a Love» | 3:17         |
| 5. | «Barstool Blues»     | 3:02         |

| №  | Название            | Длительность |
| -- | ------------------- | ------------ |
| 6. | «Stupid Girl»       | 3:13         |
| 7. | «Drive Back»        | 3:32         |
| 8. | «Cortez the Killer» | 7:29         |
| 9. | «Through My Sails»  | 2:41         |

## Персонал
- Нил Янг — ведущий вокал, гитара

Crazy Horse
- Фрэнк Сампедро[англ.] — ритм-гитара (кроме «Pardon My Heart» и «Through My Sails»)
- Билли Тэлбот[англ.] — бас-гитара
- Ральф Молина[англ.] — ударные (кроме «Pardon My Heart» и «Through My Sails»), бэк-вокал (кроме «Pardon My Heart» и «Through My Sails»)

Дополнительные музыканты
- Тим Драммонд[англ.] – бас-гитара ("Pardon My Heart")
- Стивен Стиллс – бас-гитара, вокальные гармонии[англ.] («Through My Sails»)
- Дэвид Кросби, Грэм Нэш – вокальные гармонии («Through My Sails»)
- Расс Канкель – конга («Through My Sails»)

Технический персонал
- Mazzeo – оформление обложки
- Дэвид Бриггс[англ.] — звукорежиссёр, продюсер
- Нил Янг — продюсер
- Джордж Хорн – мастеринг
- Эллиот Робертс[англ.] – звукорежиссёр

## Чарты
| Чарты (1975)                           | Высшая позиция |
| -------------------------------------- | -------------- |
| Австралия (Kent Music Report)          | 44             |
| США (Billboard Top LPs & Tape)         | 25             |
| Великобритания (UK Albums Chart)       | 44             |
| Канада (RPM 100 Albums)                | 69             |
| Финляндия (Album Charts)               | 27             |
| Франция (Album Charts)                 | 13             |
| Япония (Oricon)                        | 84             |
| Испания (Album Charts)                 | 13             |
| Новая Зеландия (Aotearoa Music Charts) | 35             |
| Нидерланды (MegaCharts Albums)         | 4              |
| США (Cashbox Top 100 Albums)           | 25             |
| США (Record World Album Chart)         | 30             |

## Сертификация
| Регион                                                      | Сертификация | Продажи  |
| ----------------------------------------------------------- | ------------ | -------- |
| Великобритания (BPI)                                        | Серебряный   | 60 000^  |
| США (RIAA)                                                  | Золотой      | 500 000^ |
| ^ Данные о тиражах приведены только на основе сертификации. |              |          |